# Linatella caudata
Linatella caudata là một loài ốc biển săn mồi, là động vật thân mềm chân bụng sống ở biển trong họ Cymatiidae.

## Miêu tả
Chiều dài tối đa của vỏ ốc được ghi nhận là 75 mm.

## Môi trường sống
Độ sâu tối thiểu được ghi nhận là 0 m. Độ sâu tối đa được ghi nhận là 382 m.